# چتر (معماری)
چتر (اردو: چهتری؛ به معنای چتر) در معماری، کوشک‌های روی سکو گنبدی شکل هستند به عنوان یک عنصر در معماری هندی استفاده می‌شدند. در متن معماری از این کلمه برای اشاره به دو چیز متفاوت استفاده شده‌است. معنای معمول و گسترده‌تر آن، یادبودی است که معمولاً بسیار زینتی است، بر روی محلی که در آن مراسم تشییع جنازه (سوزاندن مرده) یک شخصیت مهم انجام شده‌است ساخته می‌شدند. این یادمانها معمولاً از سکویی تشکیل شده‌اند که توسط مجموعه ای از ستونهای زینتی که دارای یک سایبان سنگی است، تزیین شده‌است. کلمه چهتری همچنین برای اشاره به غرفه‌های کوچک که گوشه‌ها و سقف ورودی یک ساختمان بزرگ را نشان می‌دهند، استفاده می‌شود. این کوشک‌ها صرفاً تزئینی هستند و هیچ گونه کاربردی ندارند، اما یک نشانه کلاسیک هستند که وضعیت و ثروت مالک را نشان می‌دهند.
چترها معمولاً برای به تصویر کشیدن عناصر غرور و افتخار در معماری راجپوت، ماراتا و زط مورد استفاده قرار می‌گیرد. آنها به‌طور گسترده در کاخ‌ها، قلعه‌ها یا مشخص کردن مکان‌های تشییع جنازه مورد استفاده قرار می‌گیرند. منشأ آن در معماری راجستانی است در آن جا آنها یادمان تدفین برای خانواده سلطنتی بودند، آنها بعد به عنوان یک ویژگی استاندارد در همه ساختمان‌ها در سرزمین‌های مارتا، راجستان، و در معماری گورکانی شدند. قابل توجه‌ترین نمونه‌های ماندگار امروز در آرامگاه همایون در دهلی و تاج محل در آگره دیده می‌شود.
چتر در شیخواتی ممکن است از یک ساختار ساده از یک گنبد بلند شده توسط چهار ستون به یک ساختمان شامل گنبدهای زیادی و یک زیرزمین با چند اتاق تشکیل شده باشد. در بعضی جاها قسمت داخلی چتر به همان شکلی که هاولی‌ها (عمارت) منطقه طراحی شده‌است.

## نگارخانه

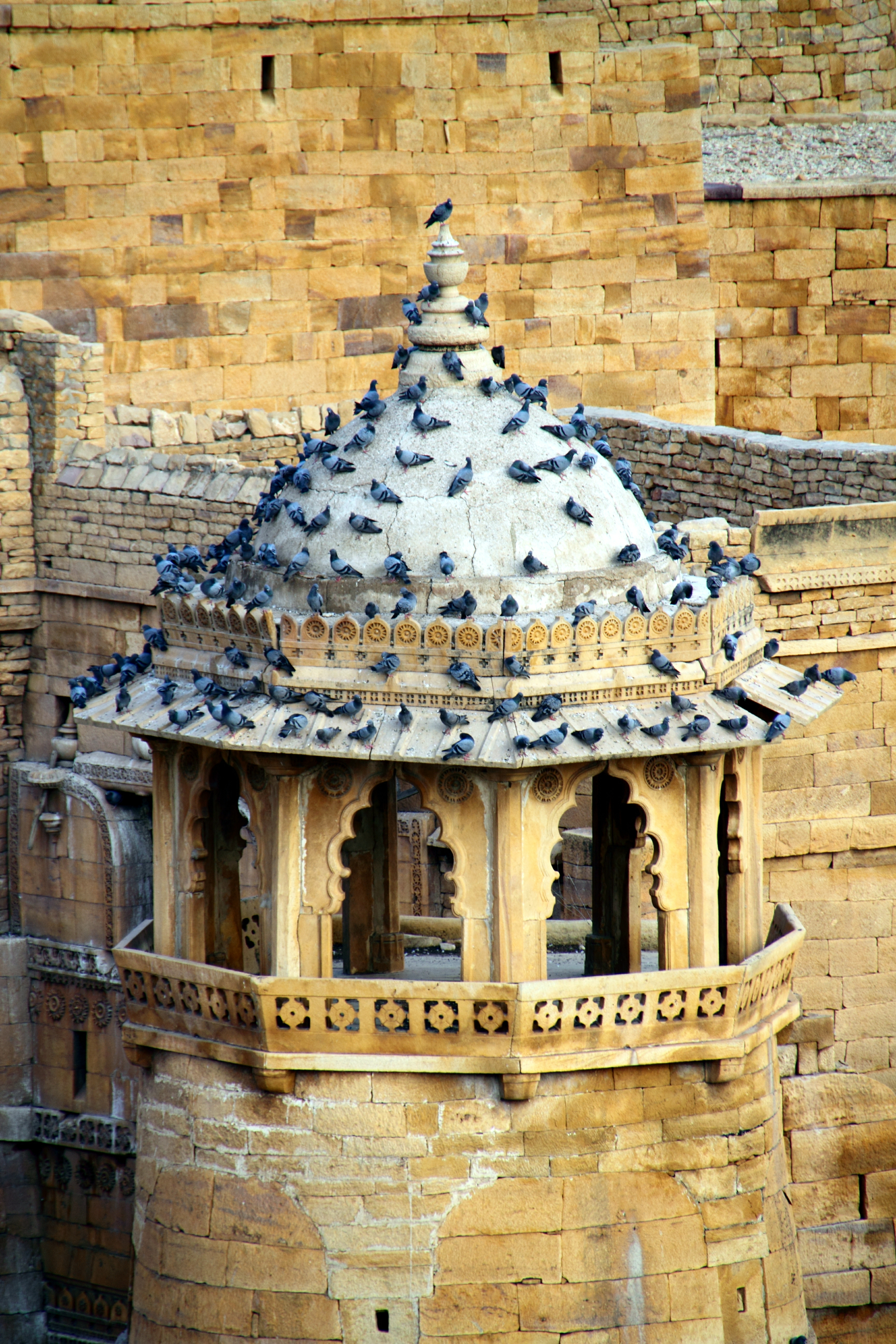
Jaisalmir chatri قرن دوازدهم میلادی
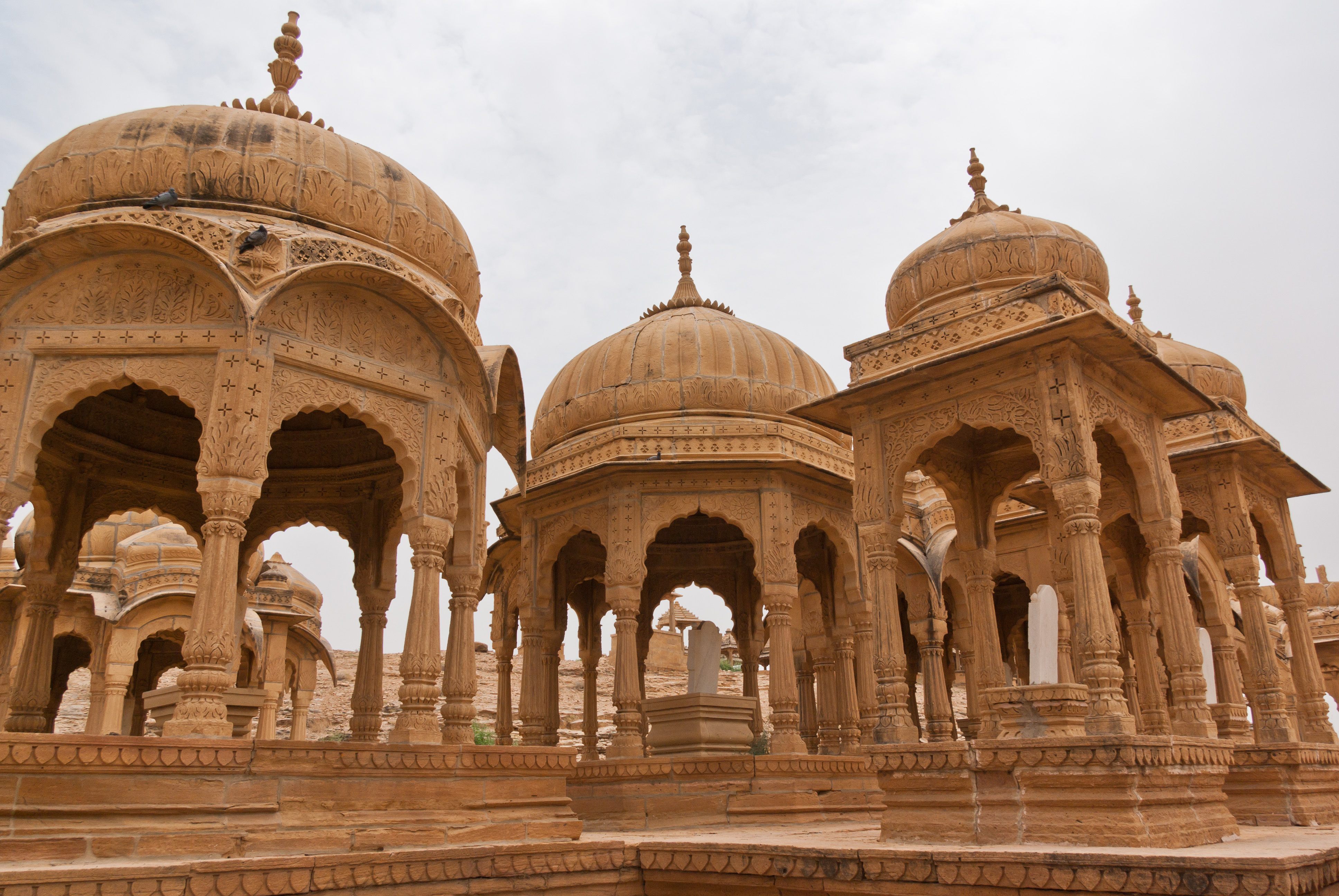
بادا باغ در جیزالمر
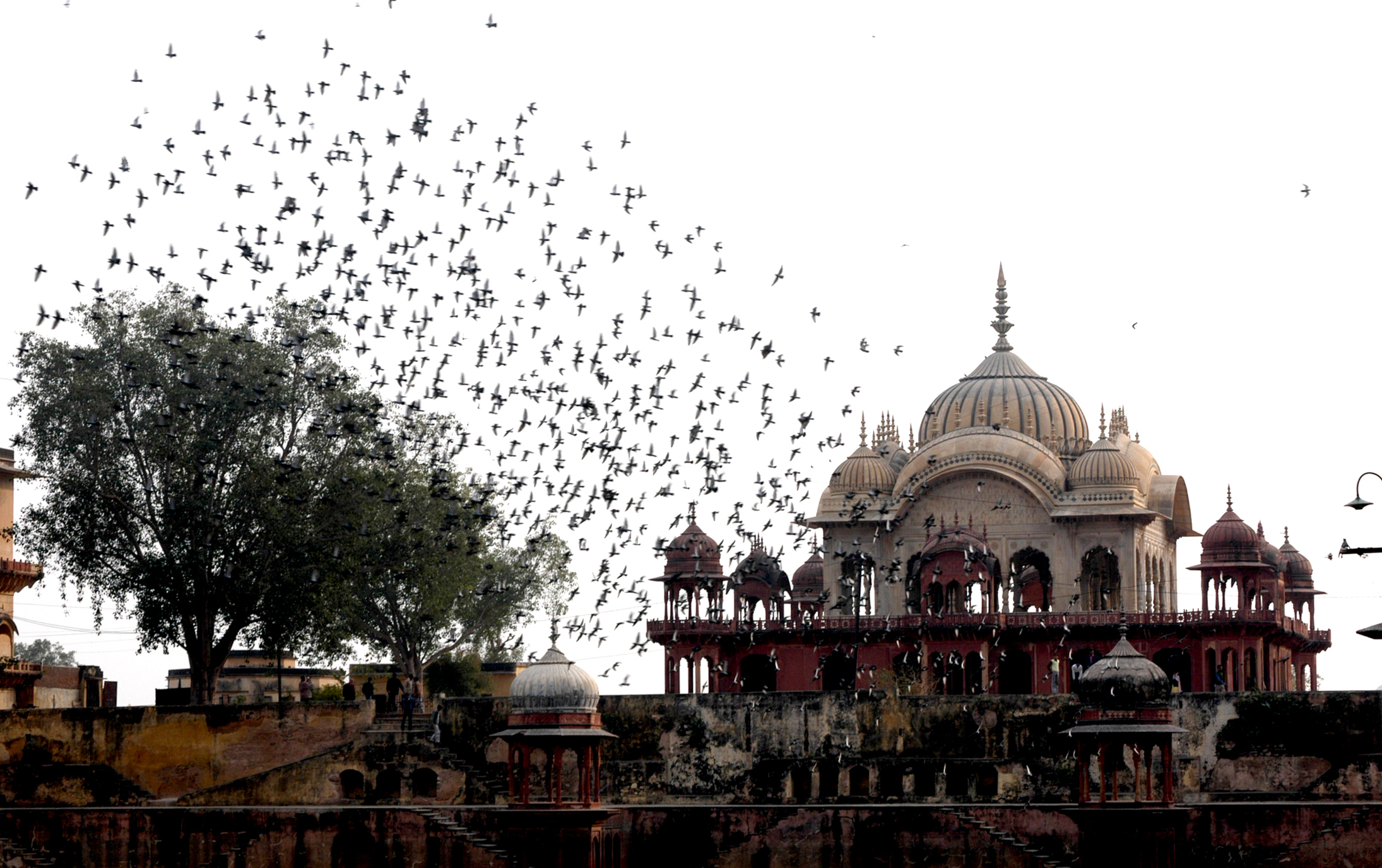
مووسی رانی کی خاتری ، الوار
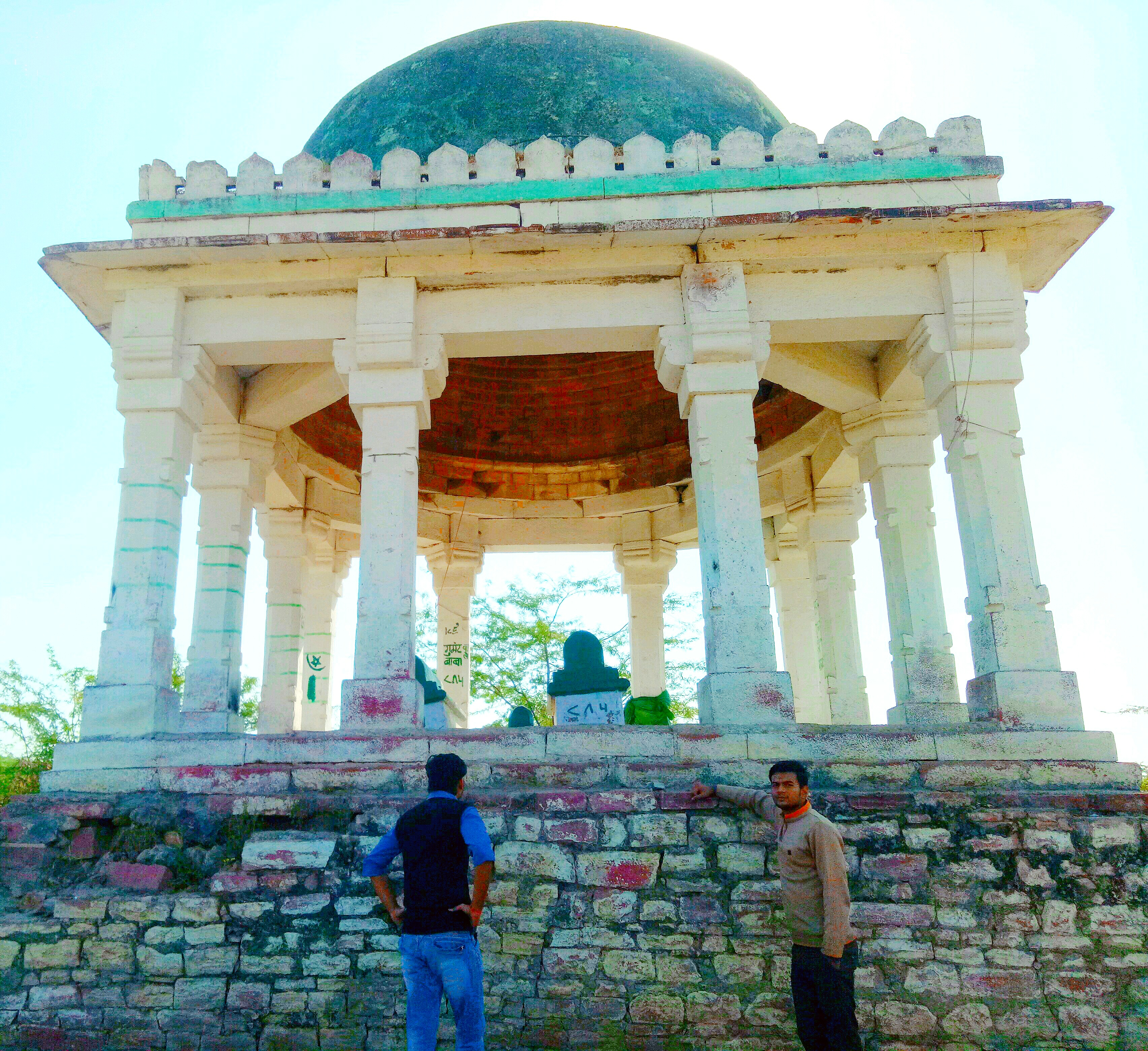
Barah Khamba از Chhatri در Jalsen طلب در Hindaun